# Escolas Públicas de Lowell

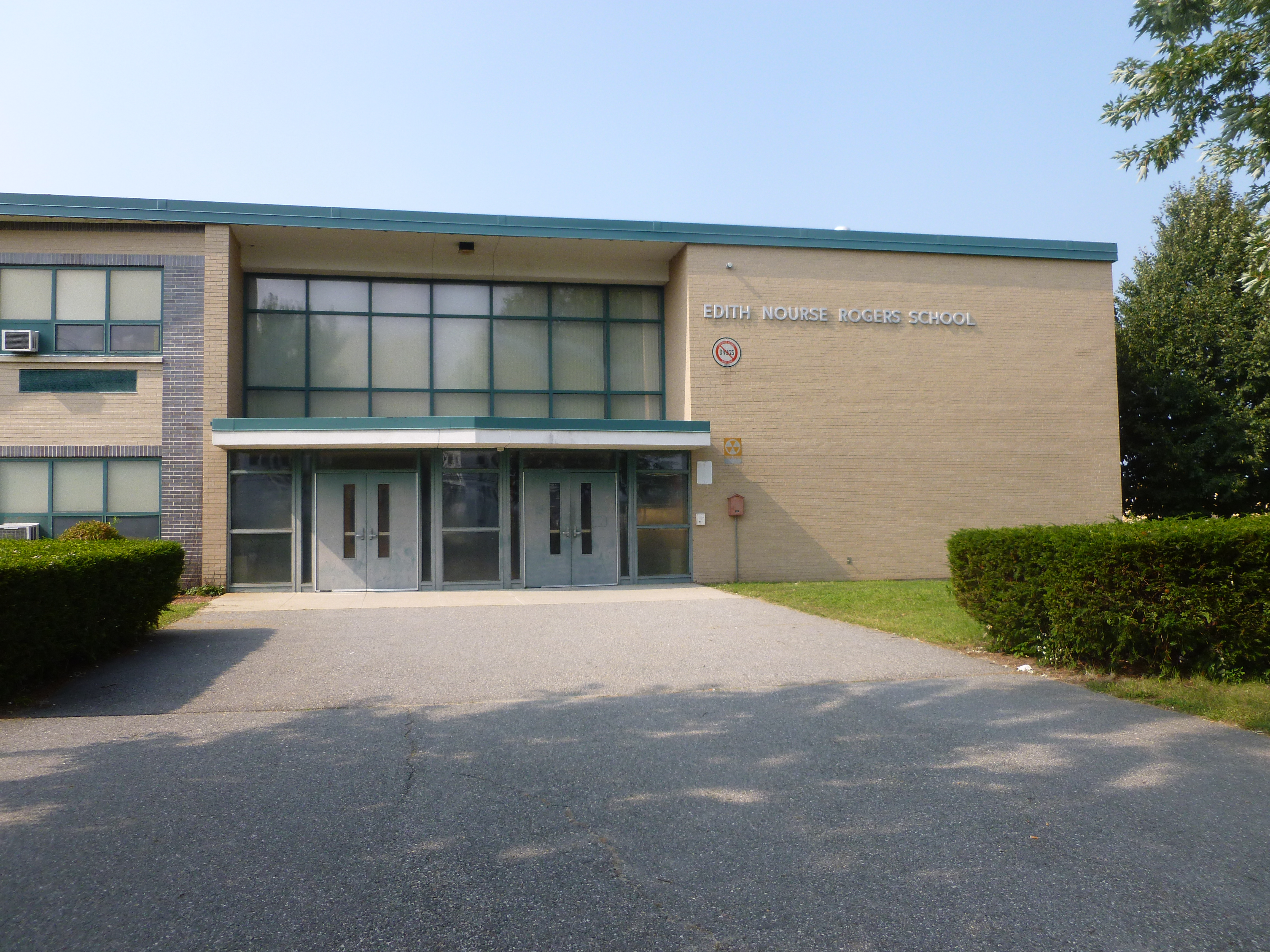
Escola Edith Nourse Rogers em Lowell

Escolas Públicas de Lowell (Lowell Public Schools, LPS) e um  distrito escolar na cidade de  Lowell no estado de Massachusetts , EUA. A sede administrativa Henry J. Mroz Central Administration Offices situa-se na Escola Edith Nourse Rogers School em Lowell.

## Escolas

### Escolas Preparatórias
- Lowell High School(em inglês) (lhs)

### Escolas Complementares
- Bartlett Community Partnership School(em inglês) (18)
- J. G. Pyne Arts Magnet(em inglês) (20)

### Escolas Básicas
- Benjamin F. Butler Middle School (10)
- Dr. An Wang Middle School (homenagem ao co-fundador dos en:Wang Laboratories(em inglês) (8)
- Dr. H.J. Robinson Middle School(em inglês) (21)
- James S. Daley Middle School(em inglês) (2)
- Kathryn P. Stoklosa Middle School(em inglês) (7)
- James F. Sullivan Middle School of Communications(em inglês) (14)

### Escolas Primárias e Educação Infantil
- Abraham Lincoln Elementary School(em inglês) (15)
- Charlotte M. Murkland Elementary School(em inglês) (5)
- Greenhalge Elementary School(em inglês) (11)
- Pawtucketville Memorial Elementary School(em inglês) (6)
- S. Christa McAuliffe Elementary School(em inglês) (19)
- John J. Shaughnessy Elementary School(em inglês) (13)
- Washington Elementary School(em inglês) (9)
- C.W. Morey Elementary School(em inglês) (4)
- Dr. Gertrude M. Bailey Elementary School(em inglês) (1)
- Joseph A. McAvinnue Elementary School(em inglês) (3)
- Moody Elementary School(em inglês) (16)
- Peter W. Reilly Elementary School(em inglês) (12)

## Administração
- Jean M. Franco, Superintendente das Escolas[2](em inglês)
- Claire Abrams, Superintendente Assistente
- Jay Lang, Vice-Superintendente